# Mylabris sedilethorax
Mylabris sedilethorax là một loài bọ cánh cứng trong họ Meloidae. Loài này được Sumakov miêu tả khoa học năm 1929.